# فأر الخطر (مسلسل)
فأر الخطر (بالإنجليزية: Danger Mouse)‏ مسلسل رسوم متحركة كندي عرض لأول مره في 28 سبتمبر 2015 حتى 15 مارس 2019.

## طاقم العمل
- ألكسندر آرمسترونج بدور فأر الخطر[6]
- كيفن إلدون بدور إرنست بينفول[6]
- ستيفن فراي بدور العقيد ك[6]
- شونا ماكدونالد[6]
- إد جاوجان بدور بارون سيلاس فون جرينباك[6]
- مارك سيلك بدور نيرو[6]
- ديف لامب بدور خنجر مافيوزا[6]

## روابط خارجية
- فأر الخطر على موقع IMDb (الإنجليزية)
- فأر الخطر على موقع روتن توميتوز (الإنجليزية)
- فأر الخطر على موقع نتفليكس (الإنجليزية)
- فأر الخطر على موقع فيلمافينيتي (الإسبانية)
- فأر الخطر على موقع كينوبويسك (الروسية)
- فأر الخطر على موقع ألو سيني (الفرنسية)
- فأر الخطر على موقع قاعدة بيانات الفيلم (الإنجليزية)